# Fiesque
Personnages
- Fiesque (ténor)
- Léonore (épouse de Fiesque, soprano)
- Hassan (baryton)
- Julie Doria (mezzo-soprano)
- Verrina (baryton)
- Gianettino Doria (basse)
- Borgonino (basse)
- Sacco (ténor)
- Romano (baryton)
- 1ère Sentinelle (ténor)
- 2de Sentinelle (basse)
- 3me Sentinelle (basse)
- Coryphée (basse)
- Un homme du peuple (ténor)
- Un page (role muet)[2]

Fiesque (Le complot génois) est un opéra du compositeur français Édouard Lalo. Le livret de Charles Beauquier, est basé sur une pièce de Schiller, Die Verschwörung des Fiesco zu Genua (1784), un récit de la conspiration de 1547, dirigée par Fiesque, contre la famille Doria.
Lalo composa Fiesque pour un concours de l'Opéra Lyrique, auquel il remporta un troisième prix. Lalo fit éditer l'opéra à ses frais, pensant le faire jouer ailleurs, mais le projet d'une création au Théâtre Royal de la Monnaie échoua à cause d'un changement de directeur. Ayant abandonné toute intention de porter Fiesque sur scène, le compositeur réutilisa des fragments de la musique dans d'autres pièces, notamment dans sa Symphonie en sol mineur (1886).
La création en concert, eut lieu le 27 juillet 2006, au Festival de Radio France et Montpellier avec Roberto Alagna dans le rôle-titre. La première mise en scène ne fut donnée que le 16 juin 2007, presque un an plus tard, au Nationaltheater de Mannheim. La création au Royaume-Uni eut lieu le 10 mars 2008, dans une production de l'University College Opera.

## Synopsis
- Lieu : Gênes, Italie
- Date : 1547.

### Acte 1
- Le palais de Fiesque, lors d'une soirée
Leonore, épouse de Fiesque, confie que son mariage est en ruines : elle a vu son mari avec une autre femme. L'ennemi de Fiesque, Gianettino Doria, charge l'assassin Hassan de tuer Fiesque. Fiesque déclare son amour pour la princesse Julie Doria, la sœur de Gianettino. Verrina, vieil ami et allié de Fiesque, craint que Fiesque n'ait déraillé et qu'il n'estime maintenant le plaisir au-dessus de l'honneur de son pays. Hassan accoste Fiesque, mais Fiesque l'emporte facilement sur lui. Hassan, craignant pour sa vie, propose de faire quoi que ce soit que Fiesque lui demande. Celui-ci lui ordonne de se méler aux habitants de la ville et de lui rapporter ce qu'ils disent à propos des Doria.

### Acte 2
- Scène 1 : Une place de marché bondée
Hassan manipule les gens de la ville en les enivrant et leur délie ainsi la langue. Verrina entre et excite le peuple à la révolte.
- Scène 2 : Une chambre dans le palais de Fiesque
Fiesque réfléchit sur un rêve qu'il a fait la veille : l'image de son jour de mariage était brisée par des visions de lui, couronné comme Doge et célébré par les foules en adoration de ses sujets. Leonore arrive, éreintée par la tension dans sa vie conjugale. Fiesque la rassure en lui disant que, dans un deux jours, elle aura la preuve de son amour éternel pour elle. Hassan entre et raconte au public les événements de la place du marché. Il rapporte que Julie l'a engagé pour empoisonner Leonore ; il va trahir ses intentions en racontant tout à Fiesque et toucher deux fois plus d'argent ! Verrina visite Fiesque chez lui, avec le peintre Romano et ses partisans Borgonino et Sacco. Il veut tester si Fiesque est toujours voué à la rébellion contre les Doria, ou s'il n'a d'autre chose en tête que ses plaisirs. Comme épreuve, Verrina apporte une peinture de la mort de Virginius pour voir si elle suscite une réaction en Fiesque. À la fin de la scène, Verrina a récupéré sa confiance envers Fiesque et les éléments pour construire la révolution sont mis en place.

### Acte 3
- Scène 1 : Une voûte dans le palais de Fiesque
Borgonino organise une réunion souterraine des partisans de Fiesque pour planifier la révolution. Leonore tente d'apaiser son anxiété et son appréhension. Elle entend une femme s'approcher et se cache. Julie entre et chante sur les plaisirs d'être coquette, mais finalement avoue son amour véritable pour Fiesque. Fiesque arrive et commence une scène d'amour passionné avec Julie. À son apogée, cependant, Fiesque révèle sa fidélité à Leonore et dénonce Julie, coupable de son intention de meurtre. Fiesque et Leonore sont réunis ; Julie jure de se venger, mais Fiesque la fait capturer par des soldats.
- Scène 2 : Le port de Gênes
La mise à sac de Gênes, et une victoire pour les Fieschi : les Doria sont renversés. Fiesque est fait gouverneur de Gênes et Leonore supplie Fiesque de lui pardonner de s'être méfiée de lui. Fiesque invite Verrina à se joindre à la fête, mais Verrina est hésitant, troublé par l'affichage de l'ambition et le goût de la célébrité de Fiesque. Verrina plaide auprès de Fiesque de renoncer à sa ornements de prince en faveur d'une véritable république, mais Fiesque minimise les préoccupations de Verrina. Finalement, déçu par le changement de son ami et de crainte pour l'avenir du pays, Verrina tue Fiesque.

## Enregistrements
- Roberto Alagna (Fiesque), Michelle Canniccioni (Léonore), Béatrice Uria-Monzon (Julie), Franck Ferrari (Verrina). Chœur de la Radio lettone, Orchestre de Montpellier, dir. Alain Altinoglu (concert, 27 juillet 2006, DG 476 454-7) (BNF 42512893).